# Улица Герасименко (Элиста)
Улица Герасименко — улица в Элисте. Названа в память о советском военачальнике Василии Филипповиче Герасименко (1900—1961), Герое Советского Союза.

## Расположение
Улица Герасименко берет своё начало от Т-образного перекрёстка с улицей Ленина и заканчивается на площади Городовикова. Улица Герасименко пересекает: улицы Молоканова, Адучиева. К улице примыкает на чётной стороне только улица Чапаева.
Нумерация зданий осуществляется в направлении с юга на север: по правой стороне улицы — нечётные здания, по левой — чётные. Улица пересекает преимущественно квартал малоэтажной застройки.

## Организация дорожного движения
На всём протяжении улица Герасименко имеет две полосы движения. На этой улице организовано одностороннее движение в сторону площади Городовикова. Движение в обратном направлении на участке от площади Городовикова до улицы Ленина осуществляется по улице Осипенко

## Здания
По нечётной стороне
- № 5А — 5-этажный дом
- № 57 — Следственное управление Следственного комитета РФ по Республике Калмыкия
- № 57А — 5-этажный дом
- № 59 — Управление Судебного департамента в Республике Калмыкия
- № 61 — Управление федеральной службы судебных приставов по Республике Калмыкия

По чётной стороне
- № 2 — отделение Сбербанка России